# 56-й Нью-Йоркский пехотный полк
56-й Нью-Йоркский пехотный полк (56th New York Volunteer Infantry Regiment, так же 10th Legion) — представлял собой один из пехотных полков армии Союза во время Гражданской войны в США. Полк был сформирован октябре 1861 года, прошёл кампанию на полуострове, после чего был отправлен на побережье Южной Каролины, где простоял до 1865 года. Был расформирован в октябре 1865 года.

## Формирование
Полк был набран под руководством полковника Чарльза Ван Уика и сформирован 15 октября 1861 года в Ньюберге. 28 октября он был принят на службу в федеральную армию сроком на 3 года. Всего было набрано 11 рот, в том числе две кавалерийские роты, а также две батареи лёгкой артиллерии. Впоследствии батареи стали называться 7-я и 8-я отдельные батареи, а две кавалерийские роты были переведены в полк 1st Mounted Rifles. Рота L стала известна как «Снайпера 10-го легиона».
Роты полка были набраны в основном: A, B, C, D и E в Ньюберге, F в Либерти, G в Элленвилле, L — в Калликун-Депо,
I и K в Монтичелло, а также несколько человек из округов Оринж, Салливан и Ульстер. Местом сбора была выбрана равнина около Нью-Виндзора, на западном берегу реки Гудзон. Полк первоначально назывался «10-й легион», но Военный Департамент не признал этой нумерации. Тем не менее, она сохранилась в разговорной речи, а цифра «Х» осталась одним из элементов униформы.
Тренировкой полка занимался капитан Огастус Ван Хорн Эллис, который ранее служил в 71-м Нью-Йоркском полку ополчения, сражался при первом Булл-Ране, и которого полковник Ван Уик лично пригласил для этой цели. Ван Хорн Эллис обучал полк пехотной тактике и, в частности, ведению боя в черте города, так как предполагался марш через Балтимор, где была вероятность нападения.
Первым командиром полка стал полковник Чарльз ван Уик, подполковником — Джеймс Джордан, майором — Джейкоб Шарп.

## Боевой путь

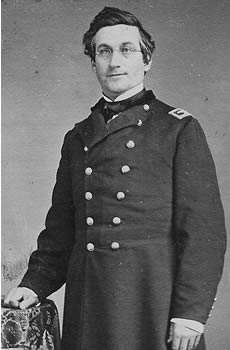
Полковник Чарльз Ван Уик

7 ноября полк был отправлен из Нью-Йорка в Вашингтон, а в начале марта 1862 года включён в IV корпус Потомакской армии, в дивизию Кейсей, в бригаду Генри Негли. 10 — 15 марта полк участвовал в наступлении на Манассас, а затем был отправлен в Александрию, где 30 марта погрузился на пароход Constitution. 1 апреля на этом судне полк был переброшен на Вирджинский полуостров. 2 апреля полк прибыл в Хэмптон-Роудс, а 3-го — в Ньюпорт-Ньюс, к месту высадки, где рядовые полка наблюдали с парохода остовы затопленных 9 марта кораблей «Камберленд» и «Конгресс». С места высадки полк был отправлен маршем к Йорктауну, и этот марш запомнился рядовым, как первый в их жизни и самый трудный.
Весь апрель полк участвовал в осаде Йорктауна. 6 апреля полк участвовал в перестрелке у Лии-Майлс, и этот бой был первым в истории полка. После сдачи города он участвовал в сражении при Уильямсберге, где бригаде Негли шла во второй линии за наступающей бригадой Хэнкока. После сражения началось утомительное наступление на Ричмонд. "…каждый день люди выбывали из-за малярии, — вспоминал потом рядовой полка, — и их оставляли в домах вдоль дороги, которые были временно превращены в госпитали. Наши ранцы, где была одежда, одеяла, полотенца, мыло и прочее необходимое, а также палатки — всё было оставлено в Йорктауне, и мы не увидели своих вещей вплоть до возвращения в это город в следующем сентябре, а многие наши так и не вернули свои вещи, которые испортились со всем содержимым. Наши сумки с крекерами, свининой, чаем, кофе и сахаром, которые мы оставили в траншеях около Ли-Майлс, когда готовились к атаке, так к нам и не вернулись
28 мая дивизия Кейсей была развёрнута около селения Севен-Пайнс. Бригада Негли была выдвинута на передовую позицию, а 56-й полк развёрнут в пикетную цепь перед позицией бригады. Утром 31 мая началось сражение при Севен-Пайнс: позиция бригады Негли была атакована бригадами Андерсона и Роудса, про этом 56-й вступил в перестрелку первым. Отступив за линию бригады, полк был переформирован и отведён на левый фланг бригады. На этом участке он присоединился к перестрелке с бригадой Роудса. При Севен-Пайнс полк потерял 25 рядовых убитыми, 4 офицеров и 35 рядовых ранеными и 5 пропавшими без вести. Среди раненых офицеров был и полковник Ван Уик.